# バルブステム

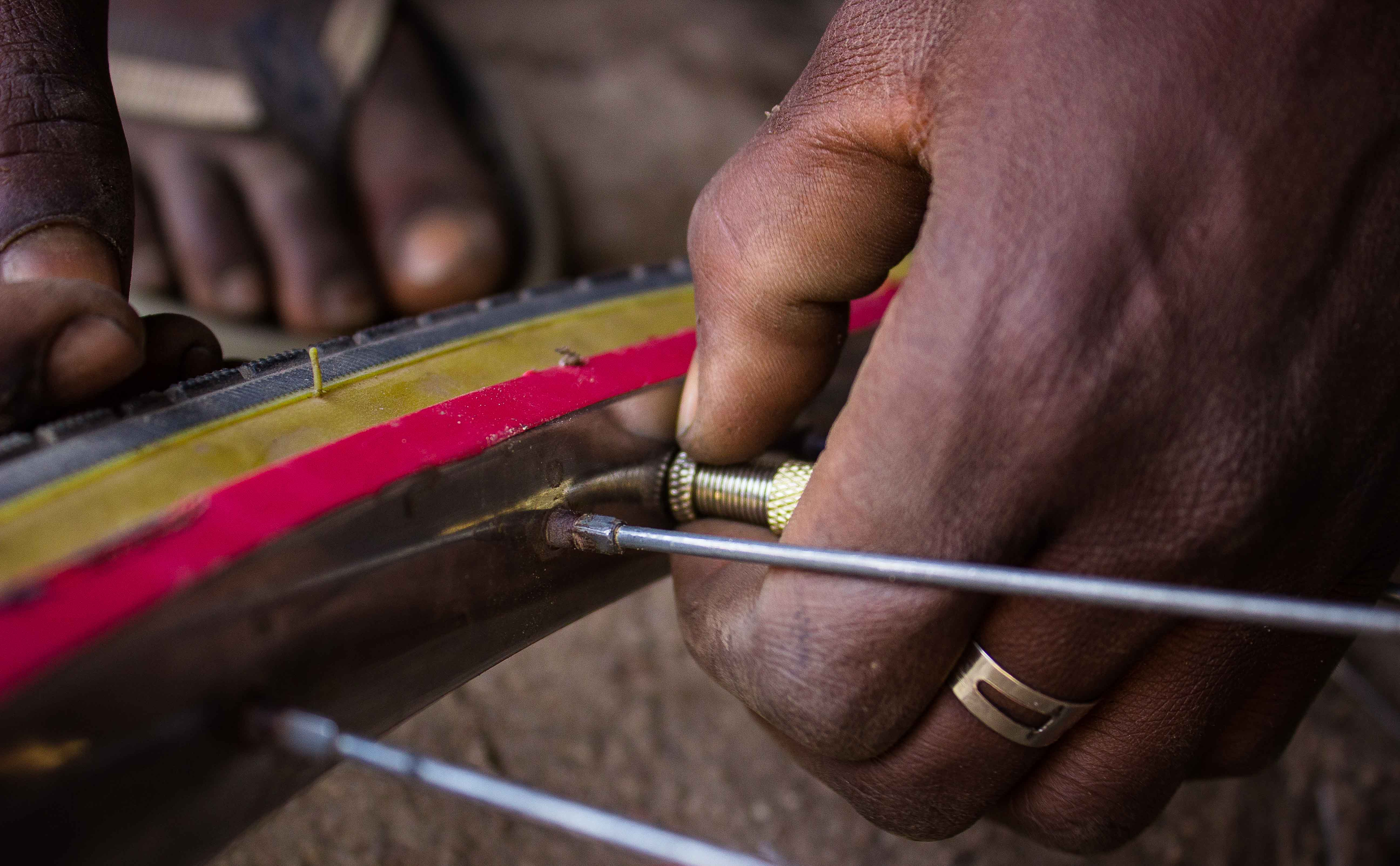
バルブステムを交換している。

バルブステム（英語: valve stem）は、自己完結型のバルブ（弁）である。バルブが開くと気体が室へと入ることができ（例えば、タイヤに空気を入れる時）、その後室内の圧力とばねの両方またはいずれか一方によって自動的に閉じられ、密閉状態が保たれて、気体が抜けるのを防ぐ。自動車やオートバイ、自転車用タイヤで最も一般的に使われているが、その他多くの応用もある。

## シュレーダー

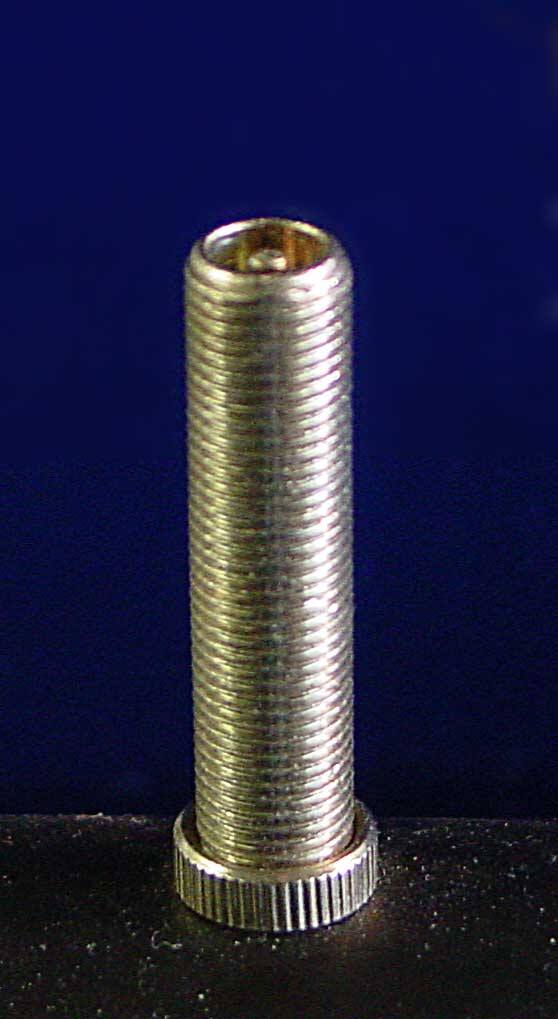
シュレーダーバルブステム

シュレーダーバルブは、ばねが取り付けられたポペットバルブが挿入されたバルブステムで構成される。米式バルブまたはアメリカンバルブとも呼ばれる。実質的に全ての自動車とオートバイ用タイヤ、そして幅の広い二輪車用タイヤで使われている。タイヤに加えて、様々な直径のシュレーダーバルブが、冷蔵および空調システム、配管系統、エンジン燃料噴射装置、懸架装置、スクーバダイビングのレギュレータで使われている。シュレーダーバルブによって、使用者は仕様中にホースを外したり付けたりできる。多くの自動車の燃料噴射レール中のシュレーダーバルブは、燃料圧をチェックしたり、噴射装置クリーナーカートリッジを接続するための手早く簡単な点として使われている。

## プレスタ

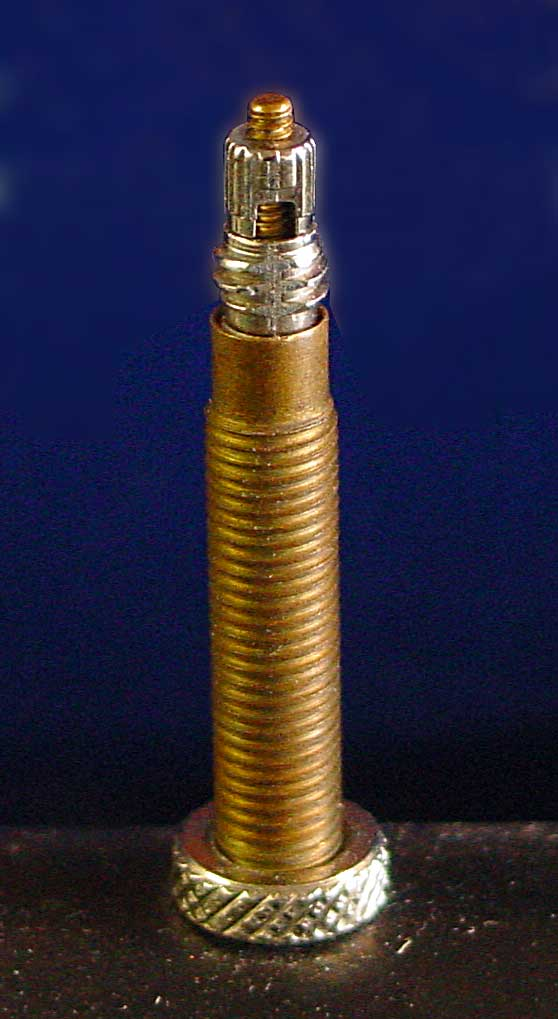
プレスタバルブステム

プレスタバルブは通常、二輪車でのみ使われている。スクラベラン（Sclaverand）バルブ、仏式バルブ、またはフレンチバルブとも呼ばれる。プレスタステムは最も細いシュレーダー型（名目上8 mm）よりも直径が細く（名目上6 mm）、そのためステムを通すリムの孔の内径をより小さくすることができる。空気の出し入れ時にはロックナットを開く必要がある。

## ダンロップ（またはウッズ）

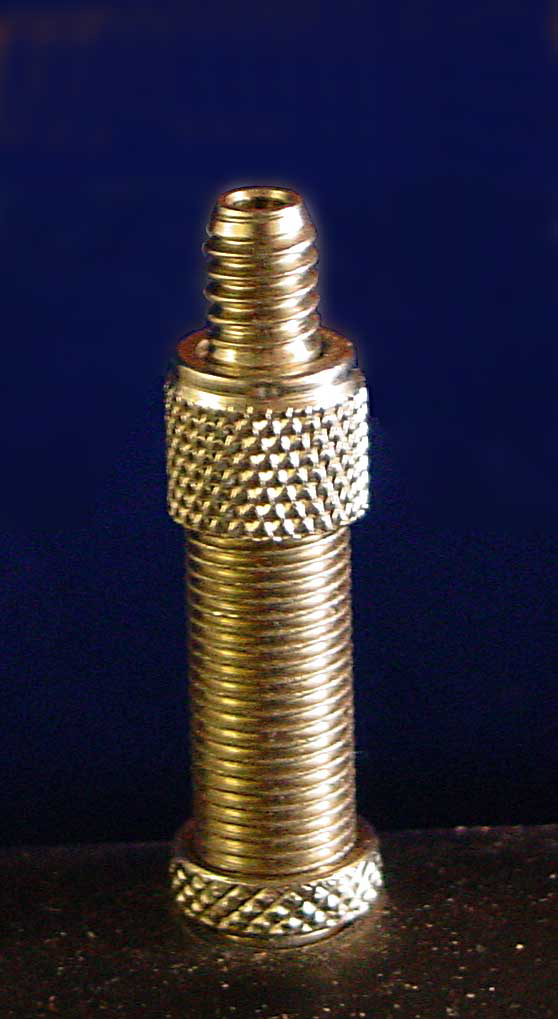
ダンロップ（またはウッズ）バルブステム

ダンロップバルブは欧州地域やその他の国々で支配的な自転車用バルブである。ウッズバルブまたは英式バルブとも呼ばれる。

## その他

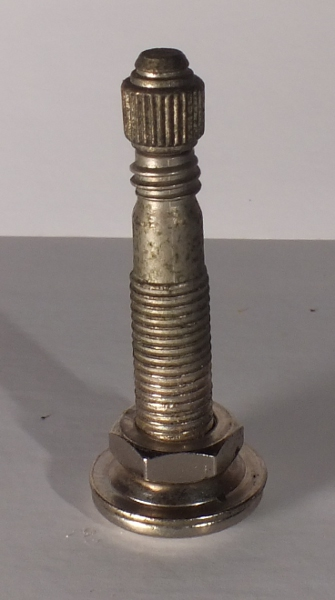
レジーナバルブステム

特定の地域または限定された目的のためだけに使われるその他多くのバルブが存在する。
例えば、「レジーナ（Regina）バルブ」はプレスタに似た非常に小さなバルブであり、主にイタリアで使われている。